# Affaire Clearstream 1
Pour les articles homonymes, voir Affaire Clearstream.
L'affaire Clearstream 1 est un scandale financier déclenché en février 2001 par la publication du livre d'enquête Révélation$, rédigé par le journaliste indépendant Denis Robert en collaboration avec Ernest Backes, ancien numéro trois de Cedel International (devenu Clearstream après sa fusion avec Deutsche Börse Clearing). Ce premier ouvrage est suivi d'un second publié en janvier 2002, intitulé La Boîte noire et signé du seul Denis Robert.
Ernest Backes, licencié en 1983, affirme qu'il existait un système de comptes non-publiés, qui aurait été mis en place dans les années 1970, et généralisé après son départ. Ce système de comptes, en se servant du système (légal) de compensation inter-bancaire permettant l'effacement (totalement illégal) des traces des transactions, aurait fait de Clearstream une plate-forme mondiale de l'évasion fiscale et du blanchiment d'argent, d'après l'enquête de Denis Robert. D'après les défenseurs de Clearstream, aucune preuve de ces allégations n'est cependant apportée. Clearstream n'a pas été créée pour le blanchiment d'argent et d'après eux aurait toujours uniquement servi à faciliter le règlement livraison des euro obligations. Aucune enquête judiciaire n'a établi que Cedel International, devenu Clearstream, ait mis en place un système de transactions occultes et des comptes secrets utilisés par des banques délictueuses ou des personnes privées. Plus de 60 procès ont été intentés à Denis Robert. Au bout de 10 ans de procédure, la Cour française de cassation a reconnu en février 2011 la validité de la démarche de Denis Robert, mettant ainsi fin à l'interdit de publication visant les ouvrages.

## Les accusations de «Révélation$»
L'accusation de Denis Robert et Ernest Backes repose sur quatre points :
- Des entreprises disposent de comptes chez Clearstream, et ces comptes ont servi à faire des transferts de fonds illégaux. Les clients de Cedel International puis Clearstream peuvent demander que leurs comptes soient publiés ou non. Selon Clearstream, les comptes dits "non publiés" sont audités et soumis aux mêmes contrôles que les comptes dits "publiés". Au moins une transaction illégale a été démontrée, celle de la BCCI après sa fermeture judiciaire.

- Cedel International puis Clearstream détiendraient des comptes de sociétés non financières et de particuliers. De nombreux groupes industriels internationaux sont aussi des groupes financiers, incluant une institution bancaire. Selon Clearstream, ses clients sont des banques privées ou publiques ainsi que des Banques Centrales ou des institutions financières ainsi que quatre entreprises.

- Selon Régis Hempel, l'ancien directeur de l'informatique chez Cedel-Clearstream licencié en 1992, des données auraient été effacées avant les investigations de la justice luxembourgeoise.

- Ernest Backes affirme aussi dans Révélation$ qu'il était chargé du transfert de 7 millions de dollars de la Chase Manhattan Bank à la Citibank, le 16 janvier 1980, qui a permis de payer la libération des otages américains détenus dans l'ambassade de Téhéran. Il a donné une copie des fichiers à l'Assemblée nationale, éclairant ainsi ce que les Américains appellent la Surprise d'octobre.

En mars 2001, Denis Robert et Ernest Backes ont présenté leurs travaux à l'intergroupe "Capital Tax, Fiscal Systems and Globalization" du Parlement européen ainsi qu'à l'Assemblée nationale (mission parlementaire de Vincent Peillon et Arnaud Montebourg).
Dans les suites de cette enquête, Denis Robert diffusera trois listings en sa possession : celui de 1995 (4 500 comptes), celui d'avril 2000 (16 322 comptes) et celui d'octobre 2001 (33 400 comptes) (Paris Match du 4 mai 2006). C'est ce dernier listing, volé par un ancien auditeur de chez Andersen (entreprise), Florian Bourges, et proposé à la vente par ce dernier à Denis Robert (cf La Boite Noire) qui aurait été ensuite truqué par Imad Lahoud afin de servir de base à la tentative d'intoxication des services de renseignement français et du juge Van Ruymbeke dans l'affaire Clearstream 2.

## La réponse de Clearstream
À plusieurs reprises entre avril et juin 2006, dans le débat entourant l'affaire Clearstream 2 (dite du corbeau), Clearstream précise sa position dans une trentaine d'entretiens avec l'AFP, le Monde, le Figaro, Libération, Capital, Le Point, nouvel Obs.com, Reuters, les Echos, la Tribune, le Temps, 20 minutes.

### Comptes de particuliers
Dans un entretien publié par le journal Challenges le 20 avril 2006, le responsable des relations presse de Clearstream, Bruno Rossignol, réaffirme que la chambre de compensation ne fournit pas de compte aux personnes physiques.
Le lendemain de cette intervention, Denis Robert contredit cette déclaration et publie le 28 avril une vidéo montrant une liste de comptes sur laquelle des noms particuliers sont identifiables. Cela a un impact décisif sur la suite des événements.

### Comptes non publiés
Selon Clearstream « un établissement bancaire peut demander à avoir un compte non publié, c'est-à-dire un compte seulement connu des établissements concernés par la transaction, des autorités de contrôle et des auditeurs de l'entreprise ».
Le livre Révélation$ explique en détail l'origine purement technique de ces comptes non publiés chez Clearstream et le détournement de leur usage initial.
Denis Robert affirme détenir les preuves (des microfiches et des listings) selon lesquelles d'autres entreprises s'en seraient servi, ainsi que des banques suspectes.
Parmi les grandes compagnies ayant eu des comptes non publiés, Ernest Backes cite le Shell Petroleum Group, Unilever, Siemens.
Parmi les banques, Backes cite la Banque internationale à Luxembourg (309 comptes non publiés), Citibank (271), la Barclays (200), le LCL (23) et la banque japonaise Nomura (12). Des dizaines d'autres banques sont également citées, dont toutes les grandes banques françaises.
Le 19 mai 2006, Jean-Louis Gergorin dévoile le résultat de son enquête personnelle : « J'ai téléchargé le manuel utilisateur de Clearstream, qui n'est plus disponible sur Internet. Les banques ne sont qu'une clé d'entrée pour ouvrir un compte chez Clearstream : de jure, c'est un sous-compte bancaire ; de facto, c'est un compte individuel. Avec quelques millions d'euros, vous pouvez demander l'ouverture d'un compte. Il y a des codes d'accès pour que le client dispose d'un accès direct à Clearstream sans passer par sa banque. Mais celle-ci ne donne pas à Clearstream le numéro de ce compte client, seulement le code de transfert. Puis le reporting du transfert de fonds est envoyé à la banque, pas à Clearstream. L'ensemble des transactions est alors consolidé au niveau du compte général de la banque. Il n'y a plus de trace de mouvements ponctuels. » 

### Menatep
La banque russe Menatep, appartenant au milliardaire Mikhaïl Khodorkovski, a été accusée d'être impliquée dans le "Kremlingate", lorsque 4,8 milliards de dollars de fonds provenant du Fonds monétaire international (FMI) ont disparu dans la nature, y compris dans des banques américaines. La banque Ménatep aurait ouvert le compte non publié n°81 738 le 15 mai 1997. Selon Ernest Backes, les trois mois pour lesquels il aurait des microfiches ne montrent que des transferts de cash à travers le compte de la Menatep, dont beaucoup avec la Bank of New York. Natasha Gurfinkel Kagalovsky, ancienne responsable de la Banque de New York et femme du vice-président de la Menatep, a été accusée d'avoir aidé au blanchiment d'au moins 7 milliards de dollars provenant de Russie, selon la journaliste Lucy Komisar (qui travaille sur Clearstream).
Le 26 novembre 2003, Backes et un autre ancien banquier, le Suisse André Strebel, ont déposé plainte devant le procureur général suisse contre Khodorkovski et ses collègues Platon Lebedev et Alexei Golubovich, en les accusant de blanchiment d'argent et de participation à une organisation criminelle. Ils ont demandé l'ouverture d'une enquête et la fouille des registres du bureau suisse de la Menatep SA, de la Menatep Finances SA, de Valmet et de la Bank Leu à Genève, qui seraient en rapport avec des accusations de fraude contre la compagnie russe Avisma et des activités de blanchiment d'argent de la Menatep en Suisse. Selon cette plainte, la Menatep aurait été liée dès sa création à l'oligarchie russe et à la mafia russe, tel que Khodorkovski, Alexander Konanykhine et le parrain russe Semyon Mogilvich. Selon Komisar, « quoique Menatep ait fait officiellement faillite en 1998, elle est restée sur la liste des comptes non publiés de Clearstream jusqu'en 2000 ». Les listings de Clearstream présentent aussi 36 autres comptes russes, la plupart non publiés.
Clearstream affirme ne traiter qu'avec « des banques agréées par leur pays d'origine », mais pas « avec des établissements inscrits sur la liste noire du Groupe d'action financière » (GAFI), un organisme intergouvernemental de lutte contre le blanchiment d'argent, tout en reconnaissant que la Menatep pouvait avoir des comptes bizarres. La Menatep aurait entrepris contre Denis Robert une dizaine d'actions juridiques.

## Commissions d'enquête parlementaires

### Assemblée nationale
Les députés Arnaud Montebourg et Vincent Peillon président une commission parlementaire au sujet de la délinquance financière et du blanchiment d'argent, dont le contenu est rendu public le 22 janvier 2002. Intitulé « Rapport d'information par la mission d'information commune sur les obstacles au contrôle et à la répression de la délinquance financière et du blanchiment des capitaux en Europe », la troisième section du cinquième volume du premier tome concerne "l'affaire Clearstream" : « La dépendance politique du Luxembourg à l'égard du secteur économique de la finance : l'affaire Clearstream ».

### Parlement européen
À la suite de la publication de Révélation$, les députés européens Harlem Désir (PS, France), Glyn Ford (en) (Labour, Royaume-Uni) et Francis Wurtz (PCF, France) demandent en 2001 à la Commission européenne si la directive du 10 juin 1990 (91/308 CE) réglementant les activités financières est bien appliquée au Luxembourg. Harlem Désir accuse la banque Menatep de détenir un « compte non déclaré » chez Clearstream et reproche des « infractions graves » sur l'utilisation de systèmes financiers pour blanchir des capitaux. Selon lui, « des montants très supérieurs au plafond autorisé ont été virés sur des comptes de Clearstream » et vers des centres offshore. Le commissaire européen Frits Bolkestein leur répondra que « la Commission n'a aucune raison à ce jour de croire que les autorités luxembourgeoises ne l'appliquent pas [la directive] vigoureusement ». Confrontés à ces dénégations, les trois députés européens publient un communiqué de presse demandant l'ouverture d'une enquête européenne concernant l'application de la directive en question.
Enfin, le 26 avril 2006, le quotidien 20 minutes rappelle le premier refus de la Commission européenne, via l'ancien commissaire Frits Bolkestein qui avait refusé d'accéder aux demandes des députés Harlem Désir, Glyn Ford et Francis Wurtz. En outre, le quotidien (appartenant à une entreprise suédoise) révèle qu'en mai 2005, le député européen Paul Van Buitenen s'est étonné de la présence de Frits Bolkestein au conseil consultatif international de la banque Menatep et de ses travaux pour la compagnie pétrolière anglo-néerlandaise Royal Dutch Shell, deux entreprises accusées de détenir des comptes non publiés chez Clearstream. Paul Van Buitenen demande des « éclaircissements » à la Commission européenne et l'ouverture d'une enquête parlementaire. Mais le président de la Commission, José Manuel Barroso, répond que ces faits « ne soulèvent aucune question nouvelle » et qu'on ignore « si la Menatep a pris contact avec Frits Bolkestein quand il était en fonction ». 20 Minutes rappelle que Paul Van Buitenen était celui qui avait révélé l'affaire de corruption ayant amené à la démission de la commission présidée par Jacques Santer (qui a été premier ministre du Luxembourg) et la déchéance d'Édith Cresson. Contacté par la rédaction de 20 Minutes, Frits Bolkestein n'a pas jugé utile de répondre.

## Procédures judiciaires
À la suite de la publication de Révélations$, Denis Robert et Ernest Backes sont poursuivis par deux des institutions qu'ils mettent en cause : Clearstream et la banque Menatep. Denis Robert gagne plusieurs procès mais en perd deux.

### En France
L’affaire Clearstream 1 est évoquée devant les tribunaux français, à l'occasion de deux procès en diffamation : l'un au sujet de Révélation$, l'autre au sujet de La Boîte Noire. En appel, le 16 octobre 2008, la Cour d'appel de Paris condamne Denis Robert pour diffamation.
Cependant, le 3 février 2011, après 10 ans de procédure et par une série de trois arrêts, la Cour de cassation donne raison à Denis Robert, se fondant sur l’article 10 de la Convention Européenne de Sauvegarde des Droits de l'Homme et des Libertés Fondamentales sur la liberté d'expression. Ces procès concernent les pièces essentielles de l'enquête : Révélation$, La Boîte Noire, et Les Dissimulateurs. La Cour de cassation reconnait que « l'intérêt général du sujet traité et le sérieux constaté de l'enquête, conduite par une journaliste d'investigation, autorisaient les propos et les imputations litigieux ».
À la barre, Régis Hempel, ancien responsable informatique de Clearstream, déclare : « Clearstream est la plus grande lessiveuse du monde ». Regis Hempel a été longuement interrogé par la commission parlementaire française qui a publié son rapport en janvier 2002 (sous pseudonyme M. H.).

### Au Luxembourg
Une enquête ouverte par la justice luxembourgeoise pour blanchiment d'argent et escroquerie fiscale à l'encontre de Clearstream aboutit en 2004 à un non-lieu en raison de l'insuffisance des preuves sur le blanchiment, de la non rétroactivité des lois (le Luxembourg n'ayant adopté une législation contre le blanchiment qu'à la fin des années 1990), de la double comptabilité et de la prescription de certains délits mineurs.
En novembre 2004, le parquet grand-ducal clôt l'enquête principale portant sur le blanchiment de capitaux.
André Lussi, ancien président de Clearstream jusqu'en 2001, reste poursuivi à titre personnel pour abus de biens sociaux, faux et usage de faux avant de bénéficier d'un non-lieu le 27 avril 2006.
Une plainte est déposée contre le journaliste Denis Robert par la Banque générale du Luxembourg en mars 2001 après la parution de son livre. Le 27 janvier 2006, il est inculpé par une juge d'instruction luxembourgeoise pour diffamation, calomnie et injures. L'ONG Liberté d'informer fait circuler une pétition pour le soutenir.

## 2001: appel contre Les «boîtes noires» de la mondialisation financière
En pleine polémique entourant la sortie du livre Révélation$, les juges signataires de l'appel de Genève de 1996 vont publier une déclaration de soutien dans le quotidien Le Monde. En effet, le 9 mai 2001, Eva Joly, Renaud Van Ruymbeke, Jean de Maillard, Bernard Bertossa et Benoît Dejemeppe, signent une tribune  intitulée « Les boîtes noires de la mondialisation financière ».